# Брютон, Майа
Майа Брютон (англ. Maia Brewton, род. 30 сентября 1977) — американская актриса, была популярна в конце 1980-х и начале 1990-х годов.

## Биография
Брютон родилась в Лос-Анджелесе. Наиболее известна по ролям Сары Андерсон в фильме «Приключения приходящей няни» и Шелли Льюис в телесериале «Паркер Льюис не может проиграть».
В дополнение к этим ярким ролям Брютон снималась в кино с Памелой Сью Мартин и Робертом Митчемом. Она также снялась в фильме «Назад в будущее» в роли Салли Бейнс, младшей сестры Лоррейн Бейнс в исполнении Леа Томпсон.
Её телевизионные роли включают работы в таких фильмах как «Джамп Стрит, 21», «Путь на небеса» и «Чудесные годы». Она также сыграла Маргарет Энн Калвер в непродолжительном телесериале «Лайм Стрит», вместе с Робертом Вагнером и Самантой Смит.
Кроме фильмов и телевизионных ролей Майя Брютон участвовала в различных театральных постановках, особенно в городском театре в Санта-Монике, штат Калифорния.

## Личная жизнь
Брютон работает адвокатом. Она открытая лесбиянка, заключила брак со своей партнершей, Ларой Споттс, в 2008 году. Пара имеет мальчиков-близнецов, Риццо и Калдера.